# Wouter Van Belle
Wouter Van Belle (Antwerpen, 1964) is een Belgische producer en muzikant.

## Loopbaan
Van Belle produceerde onder andere albums voor Gorki, Noordkaap, Axelle Red, Belgian Asociality, Wigbert, Milk the Bishop, Arbeid Adelt!, De Nieuwe Snaar, Flip Kowlier, Novastar, Jo Lemaire, Laïs, Stash en vele anderen. Zelf was hij bandlid van Dead Man Ray en bracht hij in 2006 een soloalbum op de markt, getiteld Wow & Flutter, waarop 22 nummers staan die werden gearrangeerd door Andrew Powell. In 2011 produceerde hij het album Liverpool rain van de Nederlandse band Racoon.
In het programma Can You Duet? zat hij in de jury samen met Ronny Mosuse en Roos Van Acker. In Idool 2011 zetelde hij in de jury samen met Jean Blaute, Sylvia Van Driessche en Koen Buyse.